# Erik Wetter
Sten Erik P:son Wetter (i riksdagen kallad Wetter i Göteborg), född 4 april 1889 i Hedvig Eleonora församling, Stockholm, död 18 september 1985 i Oscars församling, Stockholm, var en svensk amiral, hovmarskalk och politiker (folkpartist).

## Biografi
Wetter gjorde karriär i flottan, där han blev löjtnant 1911, kapten 1918, kommendörkapten av andra graden i reserven 1931 och konteramiral i reserven 1943. Åren 1931–1951 var han direktör vid Svenska Orientlinien. Han utsågs därefter till kabinettskammarherre och var förste hovmarskalk 1952–1961. Han var styrelseordförande i AB Bofors 1946–1966. Wetter invaldes som ledamot av Örlogsmannasällskapet 1919 (hedersledamot 1943).
Han var riksdagsledamot i första kammaren för Göteborgs stads valkrets från 17 maj 1945 till 1947 års utgång. Han var bland annat suppleant i bevillningsutskottet 1946–1947 och engagerade sig främst i näringsfrågor.
Wetter mottog Göteborgs stads förtjänsttecken den 4 juni 1952.
Erik Wetter var son till statsrådet Albert Petersson och Ada Wetter samt bror till Folke P:son Wetter, Gillis P:son Wetter och Sune Wetter. Han var far till Margareta Blombäck.
Han är begravd på Galärvarvskyrkogården i Stockholm.

## Utmärkelser

### Svenska utmärkelser
- Minnestecken med anledning av Konung Gustaf V:s 90-årsdag, 1948.[7]
- Minnestecken med anledning av Konung Gustaf V:s 70-årsdag, 1928.[8]
- Kommendör av första klass Svärdsorden, 6 juni 1945.[9]
- Kommendör av andra klassen av Svärdsorden, 6 juni 1944.[10]
- Riddare av Svärdsorden, 1929.[8]
- Kommendör med stora korset av Nordstjärneorden, 6 juni 1955.[11]
- Kommendör av första klass av Nordstjärneorden, 6 juni 1952.[12]
- Riddare av Nordstjärneorden, 1942.[13]
- Kommendör med stora korset av Vasaorden, 30 december 1961.[14]
- Riddare av Vasaorden, 1925.[15]

### Utländska utmärkelser
- Kommendör av Egyptiska Nilorden, senast 1945.[16]
- Tredje klassen av Egyptiska Nilorden, senast 1940.[17]
- Storkorset av Danska Dannebrogsorden, senast 1955.[18]
- Riddare av Danska Dannebrogsorden, senast 1925.[19]
- Storkorset av Etiopiska Stjärnorden, senast 1955.[18]
- Storkorset av Finlands Vita Ros’ orden, senast 1955.[18]
- Kommendör av Finlands Vita Ros’ orden, senast 1942.[20]
- Riddare av första klassen av Finlands Vita Ros’ orden, senast 1925.[19]
- Kommendör av Grekiska Frälsarens orden. senast 1940.[17]
- Storkorset av Grekiska Fenixorden, senast 1950.[7]
- Storkorset av Iranska Homa-Youneorden, senast 1962.[21]
- Storkorsriddare av Isländska falkorden (22 april 1954)[22]
- Riddare av Italienska kronorden, senast 1925.[19]
- Officer av Lettiska Tre Stjärnors orden, senast 1931.[23]
- Storkorset av Nederländska Oranienhusorden, senast 1962.[21]
- Storkorset av Norska Sankt Olavs orden, senast 1955.[18]
- Riddare av tredje klassen av Ryska Sankt Stanislausorden, senast 1915.[24]
- Storkorset av Storbritanniska Victoriaorden, senast 1955.[18]
- Storkorset av Österrikiska förtjänstorden, senast 1962.[21]